# Andrew Ference
Andrew James Stewart Ference (Edmonton, 17 marzo 1979) è un ex hockeista su ghiaccio canadese.

## Palmarès

### Giovanili
- Western Hockey League: 1

Portland: 1997-1998
- Memorial Cup: 1

Portland: 1997-1998

### Club
- Stanley Cup: 1

Boston: 2010-2011

### Individuali
- Doug Wickenheiser Trophy: 1

1998-1999
- King Clancy Memorial Trophy: 1

2013-2014